# 唐繼榮
唐繼榮，京劇鼓師、作曲家，長期在北京中國京劇院（今中國國家京劇院）工作，獲評中國國家1級演員的正高級職稱。
列進第2批樣板戲的現代京劇（京劇現代戲）《平原作戰》，他做鼓師和打擊樂設計，崔嵬和陈怀皑合導的電影版也是他打鼓，琴師都是林宗禔。
他是陳凱歌電影《霸王別姬》（1993年）的京劇音樂設計。